# Активное обучение
Активное обучение — представляет собой такую организацию и ведение учебного процесса, которая направлена на всемерную активизацию учебно-познавательной деятельности обучающихся посредством широкого, желательно комплексного, использования как педагогических (дидактических), так и организационно-управленческих средств (В. Н. Кругликов, 1998).
Активизация обучения может идти как посредством совершенствования форм и методов обучения, так и по пути совершенствования организации и управления учебным процессом или государственной системы образования. Условием достижения серьёзных положительных результатов считается активное участие в процессе активизации как преподавательского, так и управленческого звена вуза и ответственных государственных структур, то есть всех субъектов учебного процесса, и возможно более широкое использование ими различных средств и методов активизации.

## История возникновения
Идеи активизации обучения высказывались учёными на протяжении всего периода становления и развития педагогики задолго до оформления её в самостоятельную научную дисциплину. К родоначальникам идей активизации относят Я. А. Коменского, Ж.-Ж. Руссо, И. Г. Песталоцци, Г. Гегеля, Ф. Фрёбеля, А. Дистервега, Дж. Дьюи, К. Д. Ушинского и других. Однако идеи, получившие наиболее последовательное изложение в работах данных авторов, берут своё начало из высказываний учёных и мыслителей античного мира. Всю историю педагогики можно рассматривать как борьбу двух взглядов на позицию ученика. Приверженцы первой позиции настаивали на исходной пассивности ученика, рассматривали его как объект педагогического воздействия, а активность, по их мнению, должен был проявлять только преподаватель. Сторонники второй позиции считали ученика равноправным участником процесса обучения и отдавали его активности главенствующую роль в обучении. Вот некоторые взгляды сторонников активности ученика.
Пифагор (VI в. до н. э.) считал, что правильно осуществляемое обучение должно происходить по обоюдному желанию учителя и ученика. Демокрит (460—370 до н. э.) придавал огромное значение воспитанию интеллекта, предлагал формировать у учеников стремление постигнуть неизвестное, чувство долга и ответственности. Сократ (470/469—399 до н. э.) видел наиболее верный путь проявления способностей человека в самопознании. Главным его достижением считается «майевтика» («повивальное искусство») — диалектический спор, подводящий к истине посредством продуманных наставником вопросов.(так называемый сократовский метод). Платон (427—347 до н. э.) подчёркивал особую важность эстетического развития ребёнка средствами музыки, поэзии, танцев, игр, дающих простор творчеству.
Среди древнеримских мыслителей выделяются взгляды Сенеки (4 до н. э. — 65 н. э.), который считал, что образование должно формировать в первую очередь самостоятельную личность, считал, что должен говорить сам ученик, а не его память. Квинтилиан (42 — ок. 118) отдавал предпочтение организованному школьному обучению, утверждая, что дух соревнования, честолюбия в процессе обучения «бывает причиной добродетелей». На занятиях по риторике рекомендовал преподавателю читать сочинения с заведомыми просчетами в стиле, заметить и исправить которые должны были сами учащиеся.
На средневековом востоке мудрецы обращали особое внимание на саморазвитие личности. Ибн-Сина (Авицена в латинской транскрипции) (980—1037) мечтал о всестороннем развитии и обучении и такой путь ему виделся в организации совместной учебы воспитанников, внесении духа соперничества.
Одним из заметных сторонников активной позиции ученика в процессе обучения был Мишель Монтень (1533—1592). Он советовал, чтобы больше говорил ученик и больше слушал учитель. Призывал приучить учащихся исследовать окружающий мир, чтобы они все проверяли, а не усваивали на веру или из уважения к авторитету. Рене Декарт (1596—1650), советовал прилагать максимум усилий для развития у учащихся способности суждений. Ян Амос Коменский (1592—1670) в работе «Великая дидактика» настаивал, что правильно обучать, это не значит вбивать в головы собранную из авторов смесь слов, фраз, изречений, мнений, а это значит — раскрывать способности понимать вещи. Критиковал школы, которые стремятся к тому, чтобы научить смотреть чужими глазами, мыслить чужим умом. Ж.-Ж. Руссо (1712—1778) отмечал, что у детей своя собственная манера видеть, думать и чувствовать и нет ничего безрассуднее, как желать заменить её нашей. Если голова преподавателя управляет руками ученика, то собственная его голова становится для него бесполезной. Целью обучения признавал не знание дать ученику, а научить его приобретать в случае нужды это знание. И. Г. Песталоцци (1746—1828) первостепенное значение придавал обучению, построенному в соответствии с особенностями человеческой природы, законами её развития. Настаивал, что обучение должно научить мыслить, должно действовать возбуждающе на способности ученика, а не усыплять и смущать его. А. Дистервег (1790—1866) требовал, чтобы учитель не только «приохотил» ученика к учению, но всегда использовал бы его силы, возбуждал его деятельность. Дж. Дьюи (1859—1952), автор «прогрессивистской» концепции, видел основную задачу учебного процесса в развитии активности молодёжи. Передачу информации рассматривал как средство развития мышления, а, следовательно, предоставлять её ученикам предлагал только тогда, когда они действительно испытывают в ней необходимость.
Из числа отечественных учёных к проблеме активности в разное время обращались: Б. Г. Ананьев, Н. А. Бердяев, Л. С. Выготский, Н. А. Добролюбов, А. Н. Леонтьев, Л. М. Лопатин, А. С. Макаренко, С. Л. Рубинштейн, В. А. Сухомлинский, К. Д. Ушинский, Н. Г. Чернышевский и другие. В частности, Н. Г. Чернышевский (1828—1889) и Н. А. Добролюбов (1836—1870) защищали осмысленность и сознательность обучения, активность и самодеятельность учащихся, выступали за развитие у них творческого мышления. В. А. Сухомлинский (1918—1970) призывал специальными мерами и приёмами поддерживать желание учеников быть первооткрывателями.
Особую роль в современном становлении активного обучения сыграло стихийное развитие игротехнического движения, которое возникло после зарождения деловых игр. Первая в истории деловая игра была разработана и проведена М. М. Бирштейн в СССР в 1932 году. Метод был подхвачен и сразу получил признание и бурное развитие. Однако в 1938 году деловые игры в СССР были запрещены. Их второе рождение произошло только в 1960-х годах, после того как появились первые деловые игры в США (1956 г., Ч. Абт, К. Гринблат, Ф. Грей, Г. Грэм, Г. Дюпюи, Р. Дьюк, Р. Прюдом и другие).
Заметный толчок к расширению дидактического использования методов положили исследования и разработки деловых и имитационных игр таких специалистов в области активного обучения, как И. Г. Абрамова, Ю. С. Арутюнов, М. М. Бирштейн, Н. В. Борисова, А. А. Вербицкий, С. Р. Гидрович, С. С. Егоров, В. М. Ефимов, Р. Ф. Жуков, С. Г. Колесниченко, В. Ф. Комаров, В. Н. Кругликов, В. Я. Платов, В. В. Подиновский, В. Н. Рыбальский, А. М. Смолкин, И. М. Сыроежин, Т. П. Тимофеевский, Г. П. Щедровицкий и другие. Большую роль в распространении методов сыграла их практическая деятельность по пропаганде игровых методов как основы активного обучения, и личное участие в создании и развитии игротехнического движения. «Школы МАО», проводимые в рамках этого движения, позволили ознакомить многих преподавателей с игровыми технологиями активного обучения, дать им первичные знания, навыки, «вооружить» первичным инструментарием. Благодаря распространению игровых методов активного обучения в 1980-х годах активное обучение переживало максимальный подъём популярности.

## Дидактические предпосылки
К дидактическим предпосылкам можно отнести педагогические технологии в той или иной мере реализующие и развивающие отдельные принципы активного обучения.
- Проблемное обучение развивает подход к активизации творческой деятельности обучающихся посредством представления проблемно сформулированных заданий. Теория также содержит положение о научении слушателей решению проблемных задач, но раскрывает его на основе традиционных методик.
- Программированное обучение внесло серьёзный вклад в разработку подходов к индивидуализации обучения на основе специально построенных учебных курсов индивидуального пользования, получивших новый толчок к развитию в связи с развитием компьютерных технологий и становлением дистанционного обучения.
- Контекстное обучение[2] отталкивается от положения теории деятельности, в соответствии с которой, усвоение социального опыта осуществляется в результате активной, «пристрастной» деятельности субъекта. В нем получают воплощение следующие принципы: активность личности; проблемность; единство обучения и воспитания; последовательное моделирование в формах учебной деятельности слушателей содержания и условий профессиональной деятельности специалистов. В качестве средств реализации теоретического подхода в контекстном обучении предлагается в полном объёме использовать методы активного обучения.
- Игровое обучение доказало высокую эффективность использования игровых, соревновательных, командных методов обучения.

## Принципы построения образовательного процесса активного типа
Выделяют следующие принципы активного обучения, реализуемые при организации учебного процесса.
Индивидуализация — под индивидуализацией понимается создание системы многоуровневой подготовки специалистов, учитывающей индивидуальные особенности обучающихся и позволяющей избежать уравниловки и предоставляющей каждому возможность максимального раскрытия способностей для получения соответствующего этим способностям образования. Индивидуализация обучения может осуществляться по:
- Содержанию, когда обучающийся имеет возможность корректировки направленности получаемого образования. Эту возможность слушатель получает в случае применения программ обучения по индивидуальным планам, в рамках целевой подготовки, при использовании элективных дисциплин, а также развитием деятельности научных обществ слушателей.
- Объёму учебного материала, что позволяет способным слушателям более глубоко изучать предмет в познавательных, научных или прикладных целях. Для этого также могут использоваться индивидуальные планы работы, договоры о целевой подготовке, элективные дисциплины, работа в научном обществе. Этому служит введение многоуровневой системы подготовки специалистов — системы среднего и высшего образования, бакалавриата, магистратуры. Для этих целей должно проводиться снижение доли обязательных занятий и увеличение самостоятельных. Применяются специальные технологии, такие, например, как «План Келлера», основанный на индивидуализации обучения по времени и объёму, предоставляя возможность способным слушателям более глубоко изучить предмет, пока менее способные или более медлительные изучают обязательный материал.
- Времени усвоения, допуская изменение в определённых пределах регламента изучения определённого объёма учебного материала в соответствии с темпераментом и способностями слушателя. Индивидуализация обучения по времени используется при некоторых формах заочного и очного обучения, а также в «Плане Келлера».

Активизация учебно-познавательной деятельности достигается за счёт повышения уровня учебной мотивации, которое, в свою очередь, наблюдается при максимально возможном приближении темпа, направленности и других аспектов организации учебного процесса к индивидуальным стремлениям и возможностям слушателя.
Гибкость — сочетание вариативности подготовки, предусматривающей деление на специальности и специализации и ещё более конкретное в соответствии с запросами заказчиков и с учетом пожеланий обучающихся. С возможностью оперативного, в процессе обучения, изменения её направленности. Варианты подготовки должны появляться и изменяться уже в процессе обучения, учитывая изменения, происходящие на рынке труда, что позволяет снизить инерционность системы высшего образования, а обучающимся предоставляет возможность выбора профессии в широком спектре вариантов её направленности и в соответствии с развитием профессиональных интересов. Этот принцип реализуется при работе вуза по подготовке специалистов по прямым связям, получившей название целевой подготовки по прямым договорам. При заключении договоров уточняются требования заказчика к выпускнику, корректируется направленность теоретического обучения, содержание и формы практики и т. д..
Элективность — предоставление слушателям максимально возможной самостоятельности выбора образовательных маршрутов — элективных курсов, получением на этой основе уникального набора знаний или нескольких смежных специальностей, отвечающих индивидуальным склонностям обучающихся, специфике планируемой ими будущей профессиональной деятельности или просто познавательным интересам. Этот принцип частично получил своё воплощение в современных государственных образовательных стандартах РФ.
Контекстный подход — подчинение содержания и логики изучения учебного материала, в первую очередь общеобразовательных дисциплин, исключительно интересам будущей профессиональной деятельности, в результате чего обучение приобретает осознанный, предметный, контекстный характер, способствуя усилению познавательного интереса и познавательной активности.
Развитие сотрудничества — практическим осознанием необходимости перехода на принципы доверия, взаимопомощи, взаимной ответственности обучающихся и преподавательского состава вуза в деле подготовки специалиста. Реализация на практике принципов педагогики сотрудничества. Оказание обучающимся помощи в организации их учебной деятельности в сочетании с сохранением требовательности к её результативности. Развитие уважения, доверия к обучающемуся, с предоставлением ему возможности для проявления самостоятельности, инициативы и индивидуальной ответственности за результат.
Использование методов активного обучения в педагогической практике — решение проблемы активизации учебной деятельности в вузах, так или иначе, лежит в основе всех современных педагогических теорий и технологий. Большинство из них направлено на преодоление таких, давно ставших привычными и трудноразрешимыми, проблем высшей школы, как: необходимость развития мышления, познавательной активности, познавательного интереса. На введение в обучение эмоционально-личностного контекста профессиональной деятельности. При этом все они в качестве средств достижения поставленных целей используют те или иные инструменты из числа методов активного обучения.
В числе комплексных средств, в наибольшей степени реализующих указанные принципы организации учебного процесса, можно назвать модульно-рейтинговые системы. Частично принципы реализуются при увеличении числа практических занятий, реализации программ индивидуальной подготовки, введении модульных систем, элективных курсов и др.